# Aitbaar
Pour plus de détails, voir Fiche technique et Distribution.
Aitbaar est une romance et un thriller, en langue hindoue, réalisé en 1985, par Mukul Anand. Le film met en vedette Dimple Kapadia, Raj Babbar (en), Suresh Oberoi (en), Danny Denzongpa et Sharat Saxena (en). Il s'agit d'une reprise du thriller Le crime était presque parfait d'Alfred Hitchcock, de 1954. Il a ensuite été repris en tamoul, en 1985, sous le titre de Saavi (en) et en malayalam, en 1989, sous le titre New Year (en).
La musique du film est de Bappi Lahiri, avec des paroles de Hasan Kamal (en) et Faruk Kaiser (en), qui ont donné à Kisi Nazar Ko Tera Intezaar, un mémorable duo ghazal d'Asha Bhosle et Bhupinder (en). Le film est classé A, réservé aux adultes, par la commission de censure.

## Synopsis
Le film s'ouvre sur la rencontre de Jaideep avec Vikramjit par une nuit pluvieuse. Il l'invite à boire un verre chez lui. Au cours de leur conversation, Jaideep raconte comment sa femme, Neha, a une liaison avec Sagar - l'histoire est entièrement une ruse pour convaincre Vikramjit d'aider Jaideep à se venger de sa femme. Devant ce refus, Jaideep fait chanter Vikramjit avec une photo de lui en train de se débarrasser d'un cadavre et sa connaissance de divers alias entretenus pour le trafic de drogue. Vikramjit accepte pour une somme de 100 000 INR.
Le complot de meurtre se met en place : une nuit de week-end où Jaideep et Sagar seront partis à une fête, Vikramjit doit entrer furtivement dans la maison et attendre dans le salon que Jaideep téléphone à Neha ; Neha doit venir au salon pour prendre le téléphone et Vikramjit doit l'étrangler, et partir. Cependant, le plan s'effondre lorsque Neha tue Vikramjit en légitime défense.
Jaideep se rend chez lui et examine la scène du crime pour piéger Neha, qui est choquée et vulnérable. Le ministère public prouve sa culpabilité et elle est condamnée à la prison. Cependant, l'inspecteur Baruah sent une scène déloyale et enquête pour que la vérité soit révélée.
La vérité étant que Neha n'a jamais eu de liaison avec Sagar. Toutes deux étaient en couple avant le mariage et ont repris contact après des années, et sont devenues amies. Jaideep avait épousé Neha pour sa richesse, et avait concocté le plan de meurtre pour piéger Neha et avoir un accès sans entrave à sa richesse.
Lorsqu'il est découvert, Jaideep se tue et l'innocence de Neha est prouvée.

## Différence avec l'original
Le film diffère par certains aspects de l'histoire d'Hitchcock. Dans l'histoire originale, lorsque Tony Wendice réalise qu'il a été jugé coupable, il accepte son crime avec grâce alors que dans l'adaptation en hindi, Jaideep se suicide.

## Fiche technique
Sauf indication contraire, les informations mentionnées dans cette section peuvent être confirmées par la base de données cinématographiques IMDb,  présente dans la section « Liens externes ».
- Titre : Aitbaar
- Réalisation : Mukul Anand
- Scénario : Romesh Sharma
- Musique : Bappi Lahiri, Hasan Kamal (en) et Faruk Kaiser (en)
- Production : Pradeep Sharma
- Langue : Hindi
- Genre : Romance - Thriller
- Durée : 133 minutes (2 h 13)
- Dates de sorties en salles :
  -  Inde : 22 mars 1985

## Distribution
- Raj Babbar (en) : Jaideep
- Dimple Kapadia : Neha Khanna
- Suresh Oberoi (en) : Sagar
- Danny Denzongpa : Inspecteur Baruah
- Sharat Saxena (en) : Vikramjit "Vicky"
- Anupam Kher : Procureur général